# Un été chez grand-père
Pour plus de détails, voir Fiche technique et Distribution.
Un été chez grand-père (冬冬的假期, Dōngdōng de jiàqī) est un film taïwanais réalisé par Hou Hsiao-hsien, sorti en 1984.

## Synopsis
Pour les grandes vacances, Dong-Dong et sa petite sœur Ting-Ting partent en province chez leur grand-père, un docteur au comportement autoritaire, car leur mère est très malade et doit rester à l'hôpital à Taipei. Les vacances des enfants alternent entre des moments heureux et des drames qui les plongent dans le monde des adultes.

## Fiche technique
- Titre : Un été chez grand-père
- Titre original : 冬冬的假期 (Dōngdōng de jiàqī)
- Réalisation : Hou Hsiao-hsien
- Scénario : Chu Tien-wen et Hou Hsiao-hsien
- Pays d'origine :  Taïwan
- Format : couleurs - 1,85:1 - mono
- Genre : drame
- Durée : 93 minutes
- Date de sortie : 1984

## Distribution
- Guo Yen-zheng : un enfant
- C. Chen Li
- Mei-feng
- Edward Yang : le père des enfants
- Yang Lai-yin

## Distinctions
- 1985 : Montgolfière d'or du Festival des 3 Continents de Nantes.